# Enrique Múgica

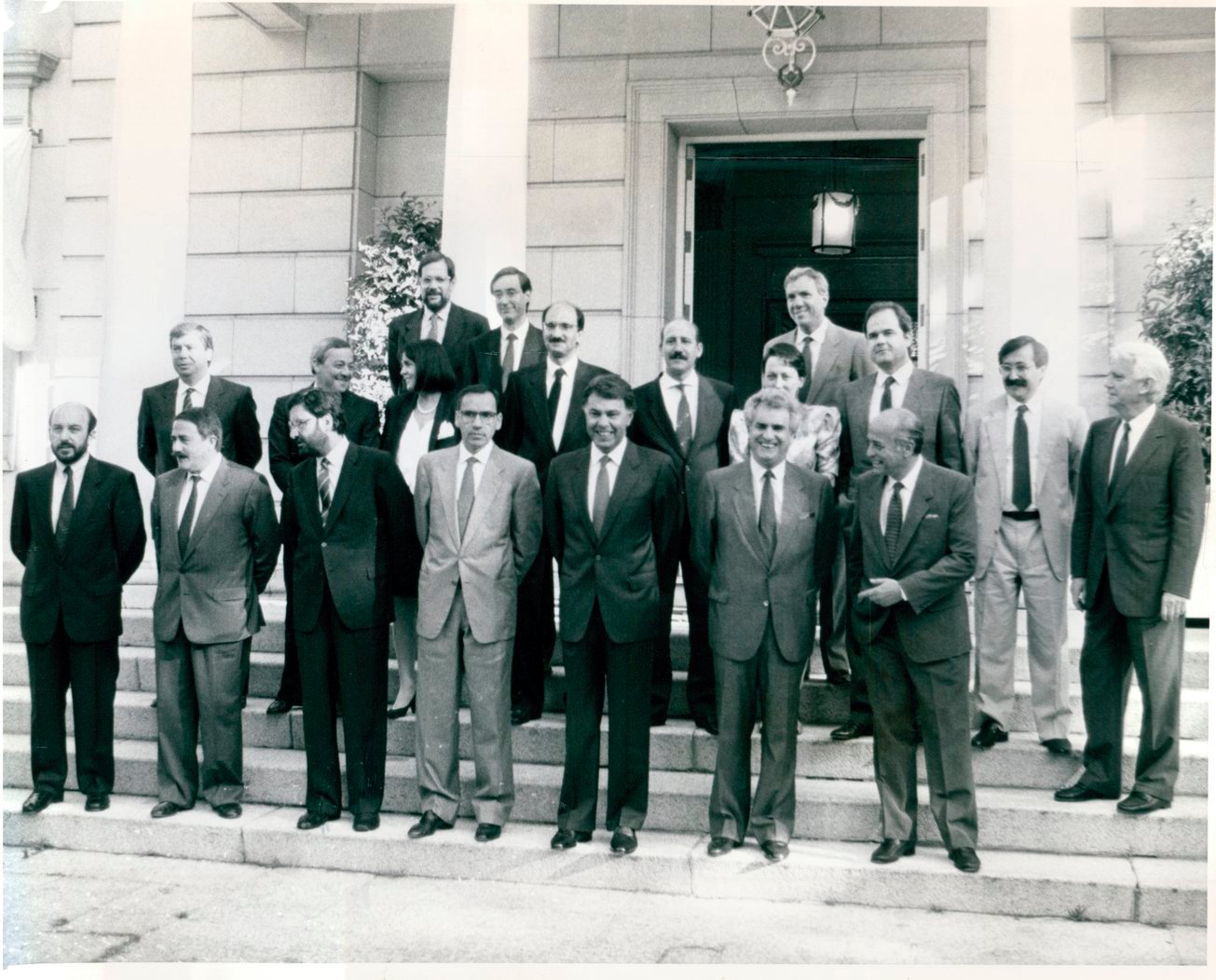
Fotografado em 1988, juntamente com o restante do gabinete de Felipe González.

Enrique Múgica Herzog (San Sebastián, 20 de fevereiro de 1932 — 10 de abril de 2020) foi um advogado, jurista e político espanhol. Foi Ministro da Justiça entre 1988 e 1991 e ombudsman entre 2000 e 2010. Foi deputado pelo Partido Socialista Operário Espanhol (PSOE) entre 1977 e 2000.

## Biografia
Iniciou sua atividade política durante seus anos como estudante de direito na Universidade Complutense de Madrid.
Morreu em 10 de abril de 2020, por complicações da COVID-19, aos 88 anos.